# Excavation
Excavation är ett musikalbum av Nils Janson som släpptes den 15 september 2010 på det svenska skivbolaget Found You Recordings. Albumet är Nils andra soloskiva och han arbetar på inspelningarna med Jonas Östholm piano, Nils Ölmedal kontrabas och Peter Danemo på trummor. Thomas Eby gästspelar på tre spår på congas.

## Låtlista
1. Öjaren (10:25)
2. Indie love (7:51)
3. Stealth (6:38)
4. Cave in (6:26)
5. Apollo (5:59)
6. Cool daddy groove (7:24)
7. Västermalm (8:55)
8. Tell me (6:55)